# Virginia de’ Medici

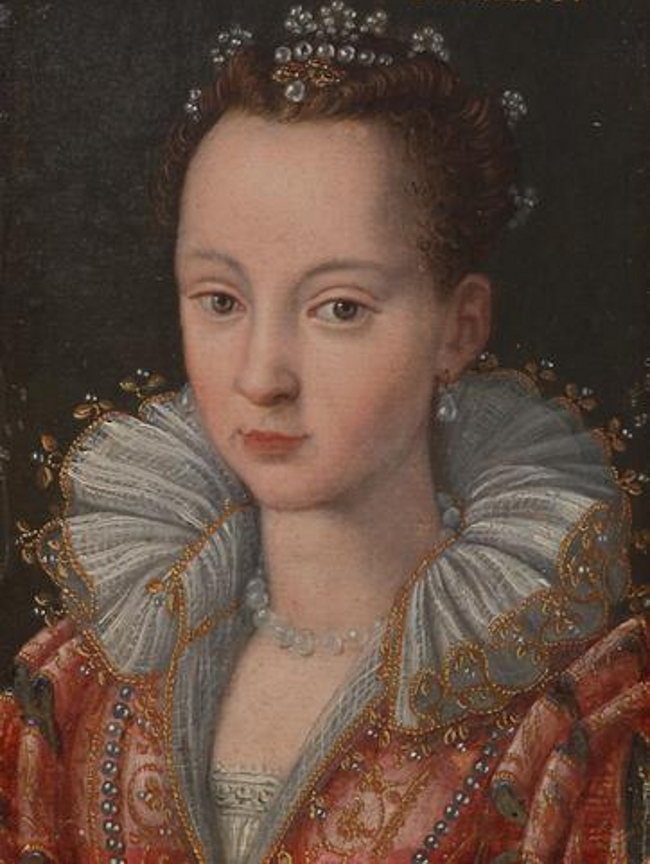
Virginia de’ Medici

Virginia de’ Medici (* 29. Mai 1568 in Florenz, Großherzogtum Toskana; † 15. Januar 1615 in Modena, Herzogtum Modena und Reggio) war eine italienische Adelige, Mitglied der Familie Medici und durch Heirat Herzogin von Modena und Reggio.

## Leben

### Kindheit und Jugend
Virginia wurde am 29. Mai 1568 in Florenz geboren und war die Tochter von Cosimo I. de’ Medici, dem Großherzog der Toskana, aus seiner Morganatischen Ehe mit Camilla Martelli. Ihre Großeltern väterlicherseits waren der berühmte Condottiere Giovanni dalle Bande Nere und dessen Ehefrau Maria Salviati, die selbst die Enkeltochter von Lorenzo dem Prächtigen war. Ihre Großeltern mütterlicherseits waren Antonio Martelli und Fiammetta Soderini, beide waren Mitglieder der wichtigsten Familien des Florentiner Patriziats.
Durch die vom Papst angeratene Morganatische Heirat Cosimos mit Camilla Martelli am 29. März 1570 wurde Virginia, die bereits 1568 geboren worden war, nachträglich legitimiert. Sie lebte mit ihren Eltern im Sommer in der Villa di Castello, im Winter in Pisa. Die älteren Kinder Cosimos nahmen ihrem Vater seine zweite Ehe übel und inhaftierten Camilla nach dem Tod Cosimos 1574 im Florentiner Konvent von Murate.
Trotz der Kontroverse um ihre uneheliche Geburt und unklare Position im großherzogtümlichen Haus begannen Virginias ältere Brüder Verhandlungen mit der Familie Sforza über die Verheiratung Virginias. 1581 wurde sie mit Francesco Sforza verlobt, die Heirat fand jedoch nicht statt, da der Bräutigam stattdessen eine Karriere in der Kirche einschlug und Kardinal wurde. Danach wurde beschlossen, eine Heirat mit einem Mitglied des Hauses Este zu arrangieren, um dadurch das Verhältnis der beiden Familien zu verbessern und die Isolation des Großherzogtums Toskana von den anderen italienischen Staaten zu durchbrechen. Virginias Halbbruder, Kardinal Ferdinando, beschloss zusammen mit Kardinal Luigi d’Este die Heirat von dessen Neffen Cesare mit Virgina. Auch die zweite Frau des Großherzogs Francesco I., Bianca Cappello, spielte eine große Rolle in den Heiratsverhandlungen.

### Heirat
Am 6. Februar 1586 heiratete Virginia Cesare d’Este, den Sohn von Alfonso, Markgraf von Montecchio, in Florenz. Um dieses Ereignis zu feiern, wurde die Komödie “L’Amico Fido” von Giovanni de’ Bardi, mit dem Text von Alessandro Striggio und Cristofano Malvezzi, aufgeführt. In Ferrara widmete der Dichter Torquato Tasso dem Paar eine Kantate. Ende Februar kamen Virginia und Cesare in Ferrara an. Sie lebten dort im Palazzo Diamanti, das ihnen von Kardinal Luigi d’Este, Cesares Onkel, der ihm später all seine Besitztümer vererben würde, geschenkt worden war. Im darauffolgenden Jahr wurde Virginia nach dem Tod ihres Schwiegervaters Marquise von Montecchio.
Nachdem die legitime Hauptlinie des Hauses Este mit dem Tod von Herzog Alfonso II. am 27. Oktober 1597 ausstarb, erbte Cesare alle Besitztümer der Familie. Folglich wurde Virginia an der Seite ihres Mannes Herzogin von Ferrara, Modena und Reggio. Die Herrschaft über Ferrara sollte jedoch nicht lange andauern, da Papst Clemens VIII. Cesares Anspruch auf Ferrara (nominell päpstliches Lehen) aufgrund zweifelhafter Legitimität (Cesares Vater Alfonso war der uneheliche und erst später legitimierte Sohn von Alfonso I. d’Este) nicht anerkannte. Am 15. Januar 1598 wurde das Herzogtum Ferrara offiziell aufgelöst und in den Kirchenstaat eingegliedert, obwohl Cesare versucht hatte, sich die Unterstützung der großen europäischen Mächte zu sichern. Cesare musste mit seiner Familie nach Modena ziehen, was die neue Hauptstadt der Dynastie wurde.

### Geisteskrankheit und Tod
1596 zeigten sich erste Zeichen von Geisteskrankheit bei Virginia, welche bis zu ihrem Tod anhalten sollten. Nichtsdestotrotz erfüllte sie ihre mütterlichen Pflichten und offenbarte sich als kluge und vorausschauende Herrscherin, als sie im Januar 1601 während der Abwesenheit ihres Mannes hochschwanger die Regentschaft übernahm. Während dieser Zeit widerstand sie Versuchen des Podestà und des Richters von Modena, ihr die Regierungsgeschäfte zu entziehen. Dennoch war Virginia nicht in der Lage, ihre unvorhersehbaren Wutanfälle zu kontrollieren: Als ihr Beichtvater, der Jesuit Jerome Bondinari, im März 1608 behauptete, dass sie vom Teufel besessen sei, attackierte die Herzogin ihn heftig und schlug ihn mit einem Stock fast zu Tode. Hiernach wurde versucht, ihr den Teufel auszutreiben, wobei klar wurde, dass Virginias Geisteskrankheit daher rührte, dass sie gegen ihren Willen verheiratet worden war und sich der Zustand durch die Seitensprünge ihres Mannes noch verschlimmert hatte. Die Versuche, ihr Dämonen auszutreiben, sorgten dafür, dass Virginia völlig wahnsinnig wurde. Sie kam erst auf ihrem Totenbett wieder zu Sinnen, segnete all ihre Kinder und verstarb friedlich. Ihre Töchter Laura und Angela erbten die Geisteskrankheit jedoch, sie trat bei beiden im Erwachsenenalter auf.
Virginia starb am 15. Januar 1615 mit 46 Jahren in Modena. Es gab Gerüchte, dass ihr Ehemann sie vergiftet habe. Der Gedenkgottesdienst wurde am 27. Februar in der Kathedrale von Modena vom Jesuiten Agostino Mascardi gefeiert. Sie wurde in der Krypta des Hauses Este in der Kirche San Vincenzo in Modena beigesetzt.

## Nachkommen
Aus ihrer Ehe mit Cesare d’Este entstammten zehn Kinder, sechs Söhne und vier Töchter:
- Giulia d’Este (* 1588; † 1645); starb unverheiratet.
- Alfonso III. d’Este, Herzog von Modena (* 1591; † 1644), seit 1628 Herzog von Modena; ⚭ Isabella von Savoyen, mit Nachkommen.
- Laura d’Este (* 1594; † 1630), Zwillingsschwester von Luigi; ⚭ Alessandro I. Pico, Herzog von Mirandola, mit Nachkommen.
- Luigi d’Este, Marquis von Montecchio und Scandiano (* 1594; † 1664), Zwillingsbruder von Laura; General der Kaiserlichen Armee; starb unverheiratet, mit illegitimen Nachkommen.
- Caterina d’Este (* 1595; † 1618); starb unverheiratet.
- Angela d’Este (* 1597; † 1651); Nonne mit dem Namen Schwester Angela Caterina, später Äbtissin des Klosters Santa Chiara in Carpi.[5]
- Ippolito d’Este (* 1599; † 1647), Ritter des Malteserordens und Kommandeur des Ritterordens vom Heiligen Grab zu Jerusalem; starb unverheiratet.
- Niccolo d’Este (* 1601; † 1640), Kommandant der Kaiserlichen Armee; ⚭ Sveva d’Avalos, keine Nachkommen.
- Borso d’Este (* 1605; † 1657), Oberst der Kaiserlichen Armee, später General der Französischen Armee; ⚭ Ippolita d’Este (uneheliche Tochter seines Bruders Luigi), mit Nachkommen.
- Foresto d’Este (* 1606; † 1639), Kommandant der Kaiserlichen Armee; starb unverheiratet.